# Laguna Las Barrancas
Laguna Las Barrancas är en sjö i Argentina.   Den ligger i provinsen Buenos Aires, i den östra delen av landet, 140 km söder om huvudstaden Buenos Aires. Laguna Las Barrancas ligger 4 meter över havet. Arean är 3,2 kvadratkilometer. Den sträcker sig 3,1 kilometer i nord-sydlig riktning, och 1,7 kilometer i öst-västlig riktning.
Trakten runt Laguna Las Barrancas består till största delen av jordbruksmark. Runt Laguna Las Barrancas är det glesbefolkat, med 9 invånare per kvadratkilometer.